# Rotvälta

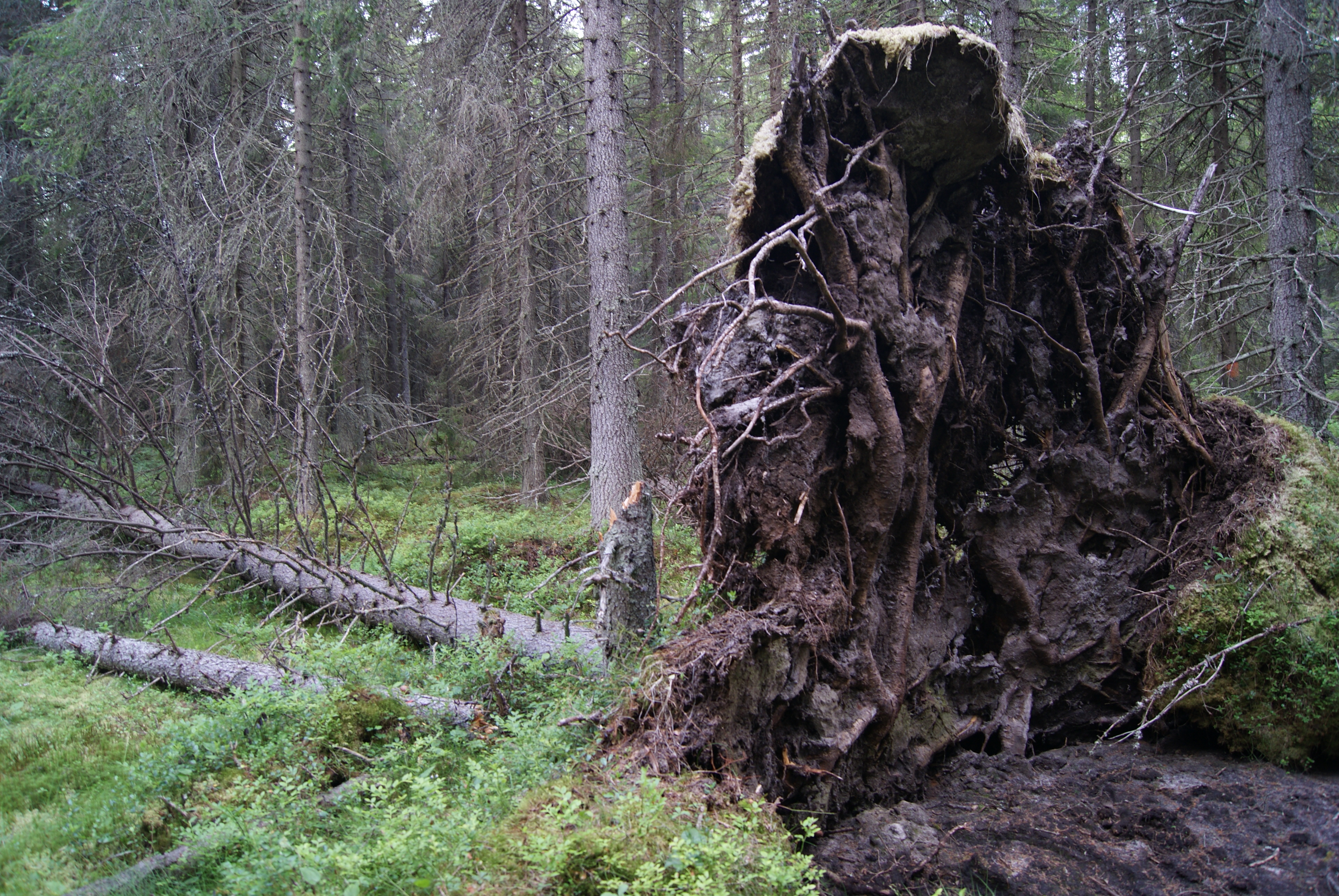
En rotvälta på Holmön.

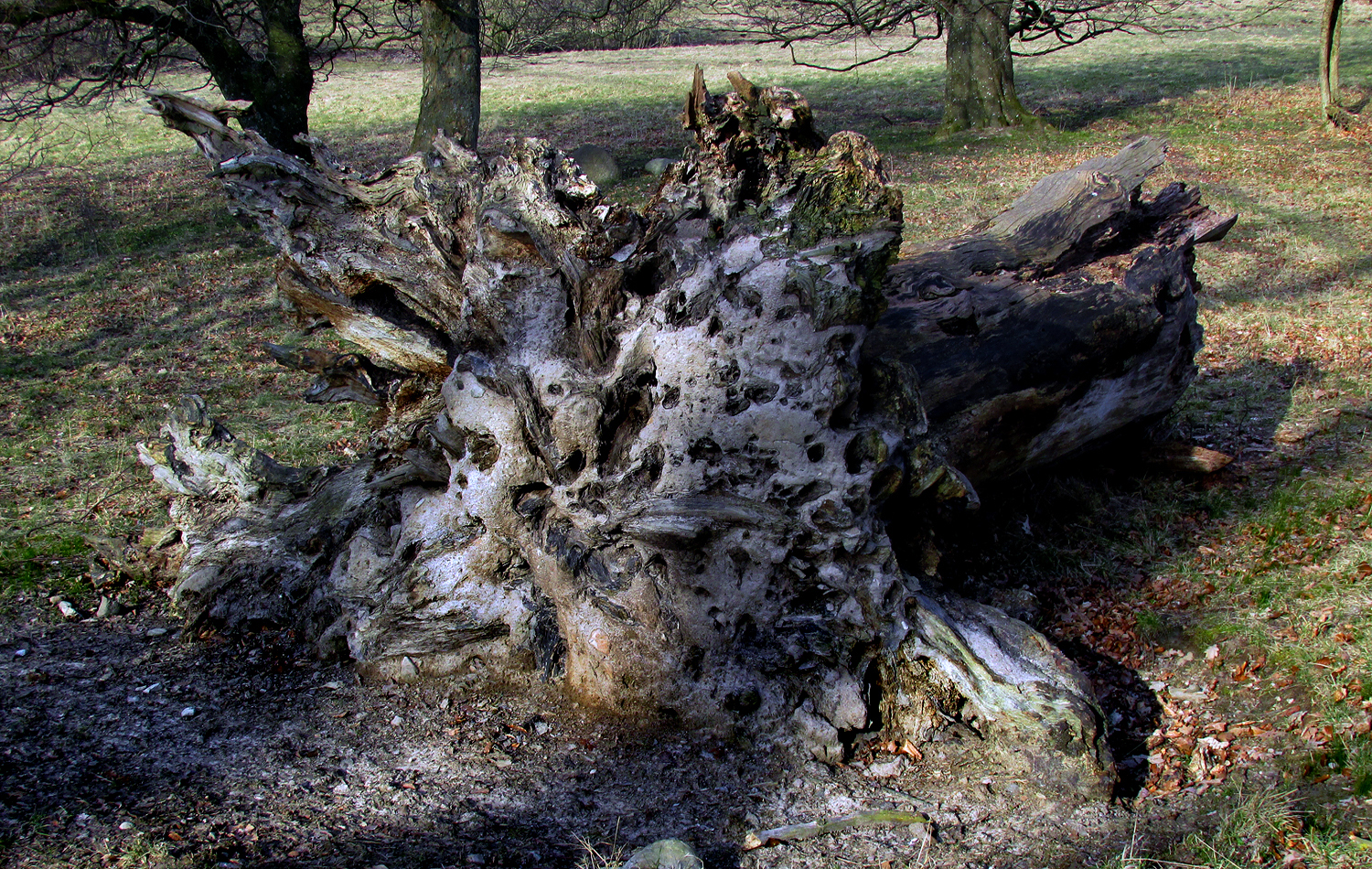
En gammal uttorkad rotvälta utanför Ystad.

Rotvälta är ett kullfallet träd där en stor del av trädets rotsystem med jord och stenar vräkts upp av fallet. Rotvältor uppstår oftast vid hård blåst när rötternas fäste i marken försämrats av hög markfuktighet. Vid bättre fäste händer det att stammarna bryts.
Rotvältor kan utgöra stora risker när de skall tas om hand och sådant arbete bör endast utföras av yrkesfolk. När stammen kapas kan rotdelen falla framåt eller bakåt och skada eller döda människor eller djur om inte säkerhetsåtgärder vidtas. Särskilt stor risk för det föreligger om marken är frusen då stammen kapas och rotdelen inte faller. När marken sedan tinar kan rotdelen falla okontrollerat. Timmerbrötar med stammar i spända bågar, blandat med rotvältor är problematiska, som endast kan bearbetas från en maskin.
Olika trädarter har olika benägenhet att skapa rotvältor. Särskilt då granar blåser omkull är rotvältor vanligt, eftersom de ofta har ytligt utbredda rötter. På träd med pålrot är det istället vanligt att stammen går av. Även markens beskaffenhet har betydelse.

## Galleri

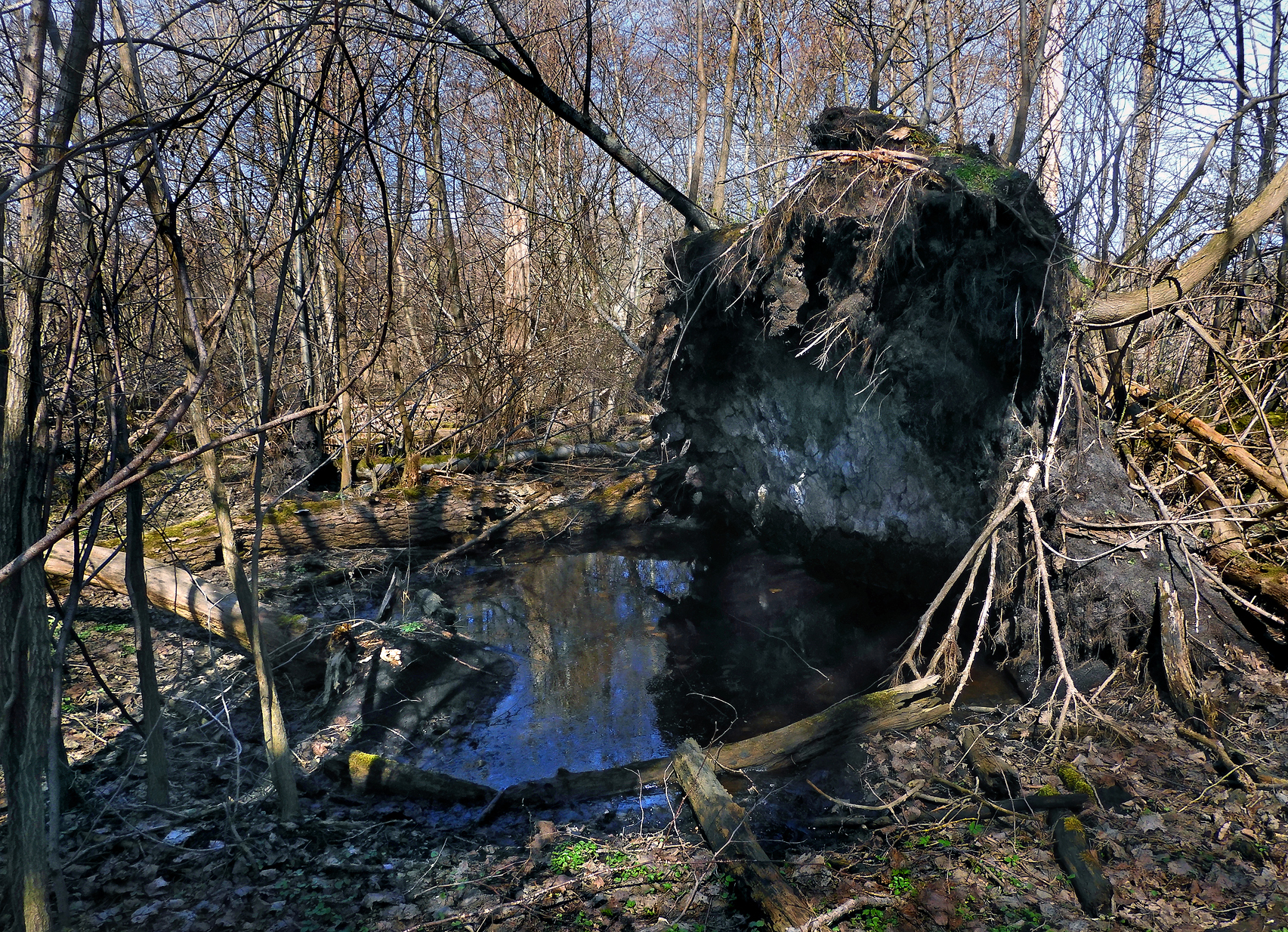
En rotvälta i Ystads Sandskog 2022.
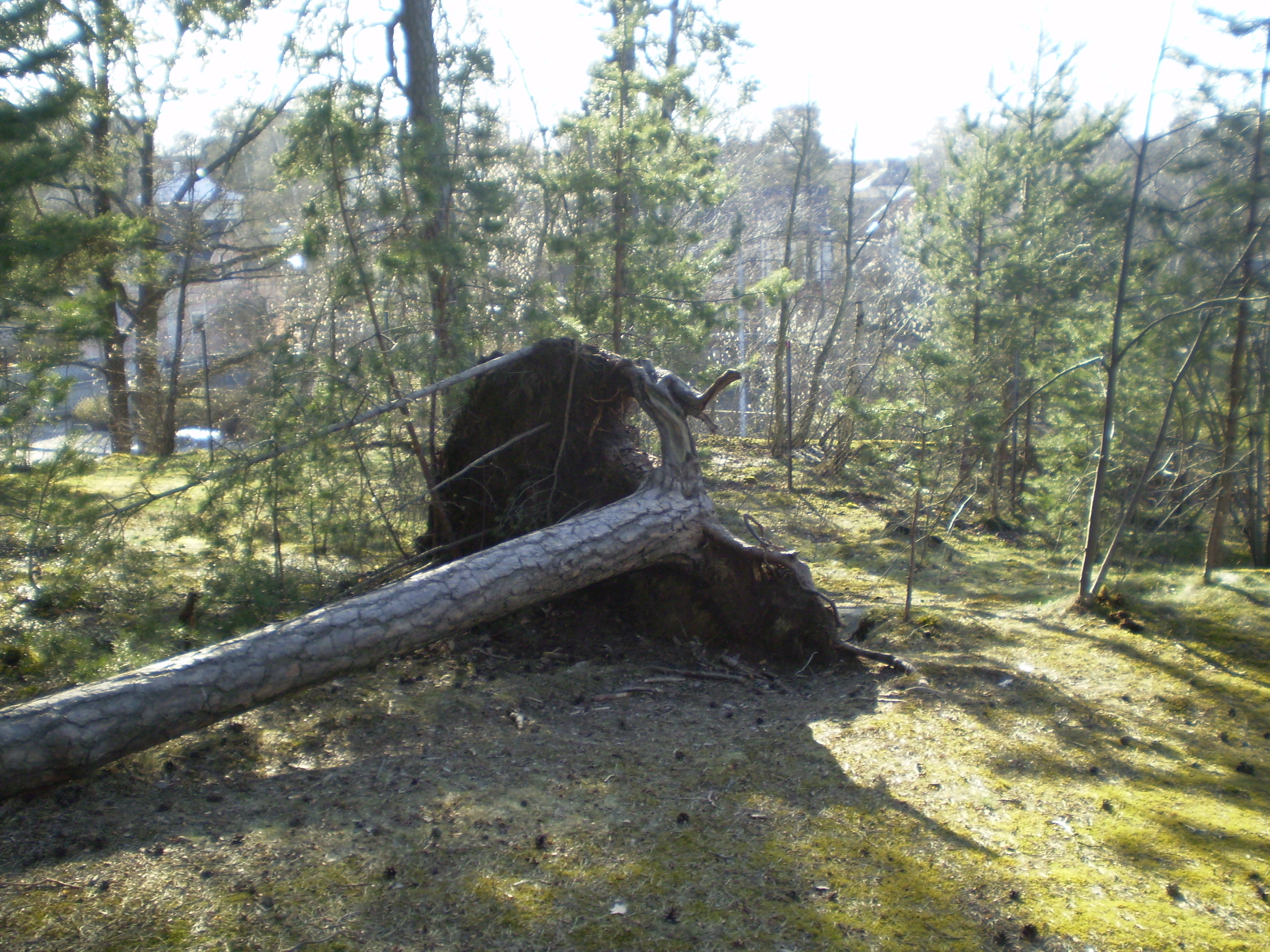
En rotvälta i Sundbyberg.